# Lista dos prenomes mais populares
Os prenomes mais populares variam nacional, regional e culturalmente. As listas de prenomes amplamente usados podem usar dados com mais frequência em bebês nascidos no último ano, refletindo assim as tendências atuais de nomenclatura, ou então ser composta pelos nomes pessoais mais comuns na população total.

## Popularidade por região
Os nomes listados nas tabelas a seguir, a não ser que sejam de outra forma, representam os 10 nomes mais comuns de recém-nascidos em várias regiões do mundo.

### África

#### Nomes masculinos
| Região (ano)                               | nº 1 | nº 2       | n ° 3     | nº 4    | Número 5   | Número 6   | nº 7     | nº 8    | nº 9   | nº 10      |
| ------------------------------------------ | --- | ---------- | --------- | ------- | ---------- | ---------- | -------- | ------- | ------ | ---------- |
| Argélia (censo, 2010)                      | Omar | Abdelkader | Ahmed     | Mohamed | Ali        | Rachid     | Said     | Ibrahim | Omar   | Djamel     |
| Egito (2004, não oficial)                  | Mohamed, Youssef, Ahmed, Mahmoud, Mustafa, Yassin, Taha, Khaled, Hamza, Bilal, Ibrahim, Hassan, Hussein, Karim, Tareq, Abdel-Rahman, Ali, Omar, Halim, Murad, Selim, Abdallah | N / D      | N / D     | N / D   | N / D      | N / D      | N / D    | N / D   | N / D  | N / D      |
| Egito (2004, cristãos coptas, não oficial) | Peter, Pierre, George, John, Mina, Beshoi, Kirollos, Mark, Fadi, Habib | N / D      | N / D     | N / D   | N / D      | N / D      | N / D    | N / D   | N / D  | N / D      |
| Guiné Equatorial (2011)                    | Manoel | Juan       | Antonio   | José    | N / D      | N / D      | N / D    | N / D   | N / D  | N / D      |
| Líbia                                      | Maomé | Ahmed      | Ali       | Hamza   | Ibraim     | Mahmoud    | Abdallah | Tareq   | Hassan | Khaled     |
| Mali (censo, 2010)                         | Mamadou | Moussa     | Mahamadou | Adama   | Bakary     | Abdoulaye  | Modibo   | Oumar   | Sekou  | Souleymane |
| Marrocos (2019)                            | Mohamed | Amir       | Ibrahim   | Naim    | Ayoub      | Youssef    | Younès   | Wassim  | Ali    | Amin       |
| África do Sul (2021)                       | Lethabo | Lubanzi    | Melokuhle | Júnior  | Lethokuhle | Siphosethu | Omphile  | Lwandle | Banele | Ofentse    |
| Tunísia                                    | Mehdi | Youssef    | Aziz      | Karim   | N / D      | N / D      | N / D    | N / D   | N / D  | N / D      |

#### Nomes femininos
| Região (ano)                               | nº 1 | nº 2    | n ° 3        | nº 4       | Número 5  | Número 6 | nº 7    | nº 8      | nº 9       | nº 10    |
| ------------------------------------------ | --- | ------- | ------------ | ---------- | --------- | -------- | ------- | --------- | ---------- | -------- |
| África do Sul (2021)                       | Melokuhle | Omphile | Iminathi     | Lisakhanya | Lethabo   | Amahle   | Lesedi  | Rethabile | Lethokuhle | Asemahle |
| Argélia (censo, 2020)                      | Imene | Sara    | Yasmine      | Lyna       | Maria     | Amina    | Meriem  | Karima    | Melissa    | Lydia    |
| Egito (2004, não oficial)                  | Shaimaa, Fatma, Maha, Reem, Farida, Aya, Shahd, Ashraqat, Sahar, Fatin, Dalal, Doha, Fajr, Suha, Rowan, Hosniya, Hasnaa, Hosna, Gamila, Gamalat, Habiba | N / D   | N / D        | N / D      | N / D     | N / D    | N / D   | N / D     | N / D      | N / D    |
| Egito (2004, cristãos coptas, não oficial) | Mary, Marie, Mariam, Marina, Irene, Malak, Habiba, Hana, Farah, Marwa, Nada, Salma                                                                      | N / D   | N / D        | N / D      | N / D     | N / D    | N / D   | N / D     | N / D      | N / D    |
| Guiné Equatorial (2011)                    | Maria del Carmen | Isabel  | Maria Teresa | Esperanza  | Milagrosa | N / D    | N / D   | N / D     | N / D      | N / D    |
| Líbia                                      | Aya | Rania   | Sara         | Reem       | Hoda      | Marwa    | Mona    | Fátima    | Eisha      | Nesreen  |
| Mali (censo, 2010)                         | Fatoumata | Mariam  | Aminata      | Hawa       | Awa       | Oumou    | Djeneba | Bintou    | Fanta      | Kadiatou |
| Marrocos (2019)                            | Inês | Noûr    | Aya          | Yasmine    | Assia     | Maryam   | Aïcha   | Nora      | Amira      | Amina    |
| Tunísia (2005)                             | Mariam | Shayma  | Khawla       | N / D      | N / D     | N / D    | N / D   | N / D     | N / D      | N / D    |

### Américas

#### Nomes masculinos
| Região (ano)                                      | No. 1           | No. 2              | No. 3         | No. 4                     | No. 5     | No. 6     | No. 7           | No. 8            | No. 9                  | No. 10                |
| ------------------------------------------------- | --------------- | ------------------ | ------------- | ------------------------- | --------- | --------- | --------------- | ---------------- | ---------------------- | --------------------- |
| Argentina (2020–21)                               | Mateo           | Bautista           | Juan          | Felipe                    | Bruno     | Noah      | Benicio         | Thiago           | Ciro                   | Liam                  |
| Aruba (2005)                                      | Daniel          | Dylan/Dyllan       | Kevin/Keven   | NA                        | NA        | NA        | NA              | NA               | NA                     | NA                    |
| Bolívia (2015)                                    | Juan Carlos     | José Luis          | Marco Antonio | Miguel Ángel              | Juan      | Mario     | David           | Fernando         | Victor Hugo            | Jorge                 |
| Brasil (2022)                                     | Miguel          | Arthur             | Gael          | Théo                      | Heitor    | Ravi      | Davi            | Bernardo         | Noah                   | Gabriel               |
| Brasil (censo, 2010)                              | José            | João               | Antônio       | Francisco                 | Carlos    | Paulo     | Pedro           | Lucas            | Luiz                   | Marcos                |
| Canadá (2022, BabyCenter)                         | Noah            | Liam               | Jackson       | Oliver                    | Leo       | Lucas     | Luca            | Jack             | James                  | Benjamin              |
| Canadá, Québec (2021)                             | Noah            | William            | Thomas        | Leo                       | Liam      | Jacob     | Nathan          | Arthur           | Édouard                | Félix                 |
| Chile (2022)                                      | Mateo           | Gaspar             | Santiago      | Lucas                     | Benjamín  | Liam      | Agustín         | Vicente          | Maximiliano            | Tomás                 |
| Colômbia (2022, Baby Center)                      | Matías, Mathias | Jerónimo, Gerónimo | Emiliano      | Martín                    | Samuel    | Thiago    | Emmanuel        | Maximiliano      | Isaac                  | Santiago              |
| Ecuador (2020)                                    | Liam            | Thiago             | Dylan         | José                      | Ian       | Carlos    | Juan            | Luis             | Gael                   | Ángel                 |
| Estados Unidos (2022)                             | Liam            | Noah               | Oliver        | James                     | Elijah    | William   | Henry           | Lucas            | Benjamin               | Theodore              |
| Estados Unidos (nomes mais comuns, censo de 1990) | James           | John               | Robert        | Michael                   | William   | David     | Richard         | Charles          | Joseph                 | Thomas                |
| Groenlândia (2012-2020)                           | Inuk            | Malik              | Minik         | Inunnguag, Liam, Ulloriaq | Norsaq    | Aputsiaq  | Ivik            | Miki             | Maligiaq, Noah, Qillaq | Inutsiaq, Nuka, Salik |
| Haiti (não oficial, compilado privadamente)       | Stevenson       | Stanley            | Samuel        | Peterson                  | Daniel    | Wilson    | Jameson         | Evens            | Ricardo                | Emmanuel              |
| Jamaica (2021)                                    | Aiden           | Liam               | Malachi       | Amir                      | Nathaniel | Joshua    | Josiah          | Zahir            | Nathan                 | NA                    |
| México (2021)                                     | Santiago        | Mateo              | Sebastián     | Leonardo                  | Matías    | Emiliano  | Diego           | Daniel           | Miguel Ángel           | Alexander             |
| Panamá (2020)                                     | Thiago          | Matías             | Ian           | Lucas                     | Dylan     | Luis      | Juan            | Eithan           | Carlos                 | Liam                  |
| Paraguai (2015, população geral)                  | Ramón           | Juan               | José          | Antonio                   | Carlos    | Daniel    | Luis            | Javier           | David                  | César                 |
| Peru (2020)                                       | Liam            | Thiago             | Dylan         | Gael                      | Mateo     | Ian       | Luis            | Lucas            | Santiago               | Juan                  |
| Porto Rico (2022)                                 | Liam            | Thiago             | Noah          | Mateo                     | Sebastián | Lucas     | Dylan           | Ian              | Nicolás                | Ethan                 |
| Uruguai (2021)                                    | Juan            | Benjamín           | Mateo         | NA                        | NA        | NA        | NA              | NA               | NA                     | NA                    |
| Venezuela (2011)                                  | Sebastián       | Santiago           | Samuel        | Diego                     | Gabriel   | Alejandro | Diego Alejandro | Daniel Alejandro | David                  | Juan Andrés           |

#### Nomes femininos
| Região (ano)                                      | No. 1     | No. 2                          | No. 3     | No. 4          | No. 5       | No. 6          | No. 7          | No. 8      | No. 9        | No. 10       |
| ------------------------------------------------- | --------- | ------------------------------ | --------- | -------------- | ----------- | -------------- | -------------- | ---------- | ------------ | ------------ |
| Argentina (2020–21)                               | Emma      | Olivia                         | Martina   | Isabella       | Alma        | Catalina       | Mia            | Amber      | Victoria     | Delfina      |
| Aruba (2005)                                      | Alysha    | Isabella/Isabelle, Emily/Emely | NA        | NA             | NA          | NA             | NA             | NA         | NA           | NA           |
| Bolívia (2015)                                    | Martha    | Roxana                         | Ana Maria | Elizabeth      | Sonia       | Juana          | Patricia       | Lidia      | Rosmery      | Carmen       |
| Brasil (2022)                                     | Helena    | Alice                          | Laura     | Maria Alice    | Sophia      | Manuela        | Maitê          | Liz        | Cecília      | Isabella     |
| Brasil (censo, 2010)                              | Maria     | Ana                            | Francisca | Antônia        | Adriana     | Juliana        | Marcia         | Fernanda   | Patrícia     | Aline        |
| Canadá (2022, BabyCenter)                         | Olivia    | Sophia                         | Amelia    | Emma           | Ava         | Charlotte      | Lily           | Hannah     | Nora         | Isabella     |
| Canadá, Québec (2021)                             | Emma      | Olivia                         | Alice     | Florence       | Charlie     | Livia          | Charlotte      | Léa        | Romy         | Zoé          |
| Chile (2022)                                      | Emma      | Isabella                       | Sofía     | Emilia         | Julieta     | Trinidad       | Isidora        | Agustina   | Josefa       | Mia          |
| Colômbia (2022, Baby Center)                      | Antonella | Isabella                       | Luciana   | Celeste        | Victoria    | Gabriela       | Mariana        | Julieta    | Salomé       | Guadalupe    |
| Equador (2020)                                    | Mía       | Danna                          | María     | Sofía          | Emma        | Emily          | Victoria       | Lía        | Aitana       | Isabella     |
| Estados Unidos (2022)                             | Olivia    | Emma                           | Charlotte | Amelia         | Sophia      | Isabella       | Ava            | Mia        | Evelyn       | Luna         |
| Estados Unidos (nomes mais comuns, censo de 1990) | Mary      | Patricia                       | Linda     | Barbara        | Elizabeth   | Jennifer       | Maria          | Susan      | Margaret     | Dorothy      |
| Groenlândia (2012-2020)                           | Ivaana    | Nivi                           | Uiloq     | Niviaq         | Isabella    | Ivalu, Pipaluk | Malu           | Paninnguaq | Aviana, Maya | Paneeraq     |
| Haiti (não oficial, compilado privadamente)       | Widelene  | Mirlande/Myrlande              | Islande   | Lovelie/Lovely | Judeline    | Angeline       | Esther         | Chedeline  | Jessica      | Rose-Merline |
| Jamaica (2021)                                    | Amelia    | Arianna                        | Gianna    | Kyra           | Azora Kiara | Azariah        | Aria           | Ariana     | Azaria       | NA           |
| México (2021)                                     | Sofía     | Valentina                      | Regina    | María José     | Ximena      | Camila         | María Fernanda | Valeria    | Victoria     | Renata       |
| Panamá (2020)                                     | Mía       | Emma                           | Lía       | Ana            | Isabella    | Sofía          | María          | Camila     | Emily        | Lucía        |
| Paraguai (2015, população geral)                  | María     | Elizabeth                      | Beatriz   | Ramona         | Liz         | Concepción     | Carolina       | Mabel      | Raquel       | Noemí        |
| Peru (2020)                                       | Mia       | Camila                         | Alessia   | Luciana        | Zoe         | Valentina      | Aitana         | Danna      | Luana        | Ariana       |
| Porto Rico (2022)                                 | Valentina | Emma                           | Victoria  | Luna           | Aurora      | Amaia          | Catalina       | Mía        | Milena       | Gianna       |
| Uruguai (2021)                                    | María     | Maria                          | Isabella  | Valentina      | Emma        | Martina        | Catalina       | NA         | NA           | NA           |
| Venezuela (2011)                                  | Camila    | Isabella                       | Sofía     | Victoria       | Valentina   | Valeria        | Nicole         | Samantha   | Mariana      | Antonella    |

### Ásia

#### Nomes masculinos
| Região (ano)                                            | No. 1                           | No. 2               | No. 3                                                       | No. 4              | No. 5                                        | No. 6            | No. 7           | No. 8               | No. 9             | No. 10              |
| ------------------------------------------------------- | ------------------------------- | ------------------- | ----------------------------------------------------------- | ------------------ | -------------------------------------------- | ---------------- | --------------- | ------------------- | ----------------- | ------------------- |
| Arábia Saudita                                          | Mohammad                        | Fahd                | Abdullah                                                    | Abdulrahman        | Turki                                        | Bandar           | Omar            | Ali                 | NA                | NA                  |
| Armênia (2021, bebês nascidos)                          | Davit                           | Narek               | Monte                                                       | Tigran             | Areg                                         | Hayk             | Mark            | Mikayel             | Aleks             | Areni               |
| Armênia (população geral, 2020)                         | Armen                           | Artur               | Karen                                                       | Samvel             | Gevorg                                       | Ashot            | Davit           | Arman               | Hovhannes         | Gagik               |
| Azerbaijão (bebês nascidos em 2022)                     | Ali                             | Huseyn              | Yusif                                                       | Mahammad           | Raul                                         | Omar             | Murad           | Adam                | Tunar             | NA                  |
| Azerbaijão (população geral a partir de 2010)           | Ali                             | Elchin              | Vugar                                                       | Anar               | Elnur                                        | Samir            | Elshan          | Rashad              | Ilgar             | Vusal               |
| Bangladesh (2022)                                       | Mohammed                        | Mohammad            | Abdul                                                       | Muhammad           | Abdullah                                     | Ahmed            | Syed            | Kazi                | Sheikh            | Hasan               |
| Cazaquistão (2021)                                      | Alikhan (Алихан)                | Aisultan (Айсұлтан) | Nurislam (Нұрислам)                                         | Aldiyar (Алдияр)   | Amir (Амир)                                  | Alinur (Алинұр)  | Ali (Әли)       | Omar (Омар)         | Ramazan (Рамада́н) | Muhammed (Мұхаммед) |
| Coreia do Sul (2019)                                    | Seo-jun (서준)                  | Ha-joon (하준)      | Do-yun (도윤)                                               | Eun-woo (은우)     | Si-woo (시우)                                | Ji-ho (지호)     | Ye-jun (예준)   | Yu-jun (유준)       | Ju-won (주원)     | Min-jun(민준)       |
| China (2022)                                            | Mùchén 沐宸                     | Hàoyǔ 浩宇          | Mùchén 沐辰                                                 | Míngzé 茗泽        | Yìchén 奕辰                                  | Yǔzé 宇泽        | Hàorán 浩然     | Yìzé 奕泽           | Yǔxuān 宇轩       | Mùyáng 沐阳         |
| Dubai, Emirados Árabes Unidos (2015)                    | Mohammad                        | Ali                 | Omar                                                        | Ahmad/Ahmed        | Abdulla/Abdullah                             | NA               | NA              | NA                  | NA                | NA                  |
| Filipinas (2020) (Autoridade Estatística das Filipinas) | Jacob                           | Nathaniel           | Gabriel                                                     | Nathan             | Ethan                                        | Ezekiel          | Angelo          | James               | Joshua, Kyle      | NA                  |
| Índia (BabyCenter, 2022)                                | Muhammad                        | Shivansh            | Dhruv                                                       | Kabir              | Vedant                                       | Kiaan            | Aarav           | Arjun               | Viraj             | Krishna             |
| Irã (2019)                                              | Amir-Ali                        | Mohammad            | Ali                                                         | Amir-Hossein       | Hossein                                      | AbulFazl         | Amir-Abbas      | Samyar              | Mohammad-Taha     | Aria                |
| Irã (população geral)                                   | Mohammad                        | Ali                 | Hossein                                                     | Mahdi              | Hassan                                       | Reza             | Ahmad           | Mohammad-Reza       | Abbas             | Ali-Reza            |
| Iraque (2007)[carece de fontes?]                        | Ali                             | Muhammed            | Hussein                                                     | Hydar              | Ahmed                                        | Omar             | Hasan           | Kathem              | Abdullah          | Ammar               |
| Israel (2021), meninos judeus                           | David                           | Ariel               | Lavi                                                        | Uri                | Refael                                       | Noam             | Eitan           | Ari                 | Daniel            | Yehuda              |
| Israel (2020), meninos muçulmanos                       | Muhammad                        | Ahmad               | Adam                                                        | Yusef              | Omer                                         | Ali              | Abd             | Amir                | Ibrahim           | Mahmoud             |
| Israel (2020), meninos cristãos árabes                  | Charbel                         | Jude                | Niel                                                        | Elias              | Liam                                         | George           | NA              | NA                  | NA                | NA                  |
| Israel (2020), meninos drusos                           | Adam                            | Taim                | Niel                                                        | Amir               | Jude                                         | NA               | NA              | NA                  | NA                | NA                  |
| Japão (2022)                                            | Aoi, Sō, Ao 蒼, Nagi, Nagisa 凪 | Ren 蓮              | Haruto, Hinato 陽翔, Minato 湊, Sōma, Fūma 颯真, Ao, Aoi 碧 | Itsuki, Tatsuki 樹 | Yamato 大和, Yūma, Haruma 悠真, Dan, Haru 暖 | NA               | NA              | NA                  | NA                | NA                  |
| Jordânia (2020)                                         | Mohammad                        | Adam                | Ahmed                                                       | Youssef            | Omar                                         | Karam            | Shahem          | Jad                 | Ali               | Hashem              |
| Kuwait (2015)                                           | Mohammad                        | Abdullah            | Fahad                                                       | Khaled             | Ali                                          | Yousef           | Ahmed           | Abdulaziz           | Faisal            | Bader               |
| Líbano (2015)                                           | Elie                            | Mohammad            | Charbel                                                     | Ali                | Hassan                                       | Hussein          | George          | Ahmad               | Christian         | Joe                 |
| Malásia (2017, BabyCenter)                              | Muhamad                         | Ahmad               | Adam                                                        | Amar               | Wan                                          | Iman             | Harraz          | Izz                 | Umar              | Aariz               |
| Mongólia                                                | Naranbaatar                     | Batkhaаn            | Baаtar                                                      | Chuluun            | Sukhbaаtar                                   | NA               | NA              | NA                  | NA                | NA                  |
| Mundo árabe (2021)                                      | Mohamed محمد                    | Abdullah عبدالله    | Ahmed أحمد                                                  | Ali علي            | Yousouf يوسف                                 | Omar عمر         | Adam آدم        | Abd عبد             | Khaled خالد       | Fahd فهد            |
| Nepal                                                   | Krishna                         | Kiran               | Bishal                                                      | Bibek              | Siddhartha                                   | Manish           | Mahesh          | Kamal               | Prem              | Prakash             |
| Paquistão                                               | Mohammad                        | Ali                 | Hussain                                                     | Omar               | Bilal                                        | Usman            | Zahid           | Shahid              | Saqib             | Nomaan              |
| Quirguistão (2021)                                      | Muhammad (Мухаммад)             | Umar (Умар)         | Ali (Али)                                                   | Amir (Амир)        | Bilal (Билал)                                | Alikhan (Алихан) | Alinur (Алинур) | Nurislam (Нурислам) | Emir (Эмир)       | Usman (Усман)       |
| Taiwan (nascimentos de 1980-1990, censo 2010)           | Chia-hao (家豪)                 | Chih-ming (志明)    | Chun-chieh (俊傑)                                           | Chien-hung (建宏)  | Chun-hung (俊宏)                             | Chih-hao (志豪)  | Chih-wei (志偉) | Wen-Hsiung (文雄)   | Chin-lung (金龍)  | Chih-chiang (志強)  |
| Tajiquistão (2009)                                      | Muhammad                        | Yusuf               | Abdullo                                                     | Abubakr            | NA                                           | NA               | NA              | NA                  | NA                | NA                  |
| Tailândia (2011 census)                                 | Somchai                         | Somsak              | Somporn                                                     | Somboon            | Prasert                                      | NA               | NA              | NA                  | NA                | NA                  |
| Turquia (bebês nascidos, 2021)                          | Yusuf                           | Alparslan           | Miraç                                                       | Ömer Asaf          | Eymen                                        | Göktug           | Ömer            | Mustafa             | Aras              | Ali Asaf            |
| Turquia (em geral, 2013)                                | Mehmet                          | Mustafa             | Ahmet                                                       | Ali                | Hüseyin                                      | Hasan            | Ibrahim         | İsmail              | Osman             | Yusuf               |

#### Nomes femininos
| Região (ano)                                           | No. 1                     | No. 2          | No. 3           | No. 4                                     | No. 5          | No. 6         | No. 7            | No. 8                                         | No. 9             | No. 10          |
| ------------------------------------------------------ | ------------------------- | -------------- | --------------- | ----------------------------------------- | -------------- | ------------- | ---------------- | --------------------------------------------- | ----------------- | --------------- |
| Arábia Saudita                                         | Sara                      | Latifa         | Nora            | Hessa                                     | Maysoun        | Maha          | Nouf             | Noor                                          | Reema             | Alanoud         |
| Armênia (2021, bebês nascidos)                         | Nare                      | Maria          | Arpi            | Maneh                                     | Angelina       | Mari          | Eva              | Mariam                                        | Anahit            | Sofi            |
| Armênia(população geral, 2020)                         | Anahit                    | Gayane         | Anna            | Karine                                    | Hasmik         | Lusine        | Susanna          | Armine                                        | Narine            | Lilit           |
| Azerbaijão (bebês nascidos em 2022)                    | Zahra                     | Aylin          | Zeynab          | Maryam                                    | Fatima         | Nilay         | Malak            | Ayla                                          | İnci              | Nuray           |
| Azerbaijão (população geral)                           | Sevinj                    | Gunel          | Leyla           | Aygun                                     | Gunay          | Sevda         | Vusala           | Konul                                         | Aysel             | Tarana          |
| Cazaquistão (2021)                                     | Mädïna (Медина)           | Aylin (Айлин)  | Asilim (Асылым) | Ayşa (Айша)                               | Rayana (Раяна) | Ayala (Аяла)  | Ayzere (Айзере)  | Amina (Амина)                                 | Tomyris (Томирис) | Ayim (Айым)     |
| China (2022)                                           | Ruòxī 若汐                | Yīnuò 一诺     | Yìhán 艺涵      | Yīnuò 依诺                                | Zǐhán 梓涵     | Yǐmò 苡沫     | Yǔtóng 雨桐      | Xīnyí 欣怡                                    | Yǔtóng 语桐       | Yǔxī 语汐       |
| Coreia do Sul (2019)                                   | Ji-an (지안)              | Ha-yoon (하윤) | Seo-ah (서아)   | Ha-eun (하은)                             | Seo-yun (서윤) | Ha-rin (하린) | Ji-yoo (지유)    | Ji-woo (지우)                                 | Soo-ah (수아)     | Ji-a (지아)     |
| Dubai, Emirados Árabes Unidos (2015)                   | Mariam                    | Sara/Sarah     | Fatima/Fatma    | Ayesha                                    | Noor           | NA            | NA               | NA                                            | NA                | NA              |
| Filipinas (2020, Autoridade Estatística das Filipinas) | Althea                    | Angel          | Samantha        | Princess                                  | Nathalie       | Sofia         | Sophia           | Jasmine                                       | Andrea            | Angela          |
| Índia (BabyCenter, 2021)                               | Aditi                     | Inaya          | Aarya           | Kiara                                     | Aadhya         | Vamika        | Pari             | Jiya                                          | Mehar             | Amayra          |
| Irã (2019)                                             | Fatemeh                   | Zahra          | Helma           | Zeinab                                    | Yasna          | Ava           | Mersana          | Nazanin-Zahra                                 | Baran             | Fatemeh-Zahra   |
| Irã (população geral)                                  | Fatemeh                   | Zahra          | Maryam          | Ma'soumeh                                 | Sakineh        | Zeinab        | Roghayyeh        | Khadije                                       | Leyla             | Somayyeh        |
| Israel (2021), meninas judias                          | Avigail                   | Tamar          | Noa             | Sarah                                     | Adele          | Maya          | Lia              | Ayala                                         | NA                | NA              |
| Israel (2020), meninas muçulmanas                      | Maryam                    | Shams          | Lyn             | Malek                                     | Jori           | Lian          | Mila             | Aline                                         | Nur               | Marya           |
| Israel (2020), meninas cristãs árabes                  | Lin                       | Maria          | Sama            | Celine                                    | Leah           | NA            | NA               | NA                                            | NA                | NA              |
| Israel, (2020), meninas drusas                         | Mila                      | Ayalah         | Lur             | Lin                                       | Yasmin         | NA            | NA               | NA                                            | NA                | NA              |
| Japão (2022)                                           | Himari, Hinata, Hina 陽葵 | Rin 凛         | Uta 詩          | Hina, Haruna 陽菜, Yuina, Yuna, Yūna 結菜 | An, Anzu 杏    | Mio, Rei 澪   | Yua 結愛         | Mei 芽依 , Riko 莉子, Sakura さくら, Ema 咲茉 | NA                | NA              |
| Jordânia (2020)                                        | Jouri                     | Salma          | Naya            | Mira                                      | Lianne         | Leen          | Zina             | Mariam                                        | Wateen            | Tuleen          |
| Kuwait (2015)                                          | Fatma                     | Mariam         | Hussa           | Sherifa                                   | Sara           | Reem          | Aisha            | Dalal                                         | Lulwa             | Shaikha         |
| Líbano(2015)                                           | Marie                     | Fatima         | Jessica         | Zeinab                                    | Mariam         | Sarah         | Maya             | Layla                                         | Christina         | Amal            |
| Malásia (2017, BabyCenter)                             | Nur                       | Wan            | Nurul           | Aisyah                                    | Maryam         | Siti          | Dhia             | Naura                                         | Ayra              | Puteri          |
| Mongólia                                               | Odval                     | Bolormaa       | Bayarmaa        | Oyunbileg                                 | Khongordzol    | NA            | NA               | NA                                            | NA                | NA              |
| Mundo árabe (2021) (membros da BabyCenter Arabia)      | Maryam مريم               | Fatima فاطمة   | Lyn لين         | Hur حور                                   | Lian ليان      | Maria ماريا   | Malak ملك        | Nur نور                                       | Mila ميلا         | Farah فرح       |
| Nepal                                                  | Shristi                   | Sunita         | Rabina          | Asmita                                    | Niharika       | Binita        | Aasha            | Kabita                                        | Sita              | Gita            |
| Paquistão                                              | Fatima                    | Fozia          | Bismah          | Sobia                                     | Farrah         | Maryam        | Farzana          | Ayesha                                        | Sakeena           | Zainab          |
| Quirguistão (2021)                                     | Saliha (Салиха)           | Rayana (Раяна) | Amina (Амина)   | Fátima (Фатима)                           | Aylin (Айлин)  | Aliya (Алия)  | Safiya (Сафия)   | Aruuzat (Аруузат)                             | Hadicha (Хадича)  | Aruuke (Арууке) |
| Taiwan (nascimentos de 1980 a 1990, censo 2010)        | Shu-fen (淑芬)            | Shu-hui (淑惠) | Mei-ling (美玲) | Ya-ting (雅婷)                            | Mei-hui (美惠) | Li-hua (麗華) | Shu-chuan (淑娟) | Shu-chen (淑貞)                               | I-chun (怡君)     | Shu-hua (淑華)  |
| Tajiquistão (2009)                                     | Sumayah                   | Asiya          | Oisha           | Googoosh                                  | Anohito        | Indira        | NA               | NA                                            | NA                | NA              |
| Turquia (bebês nascidos, 2021)                         | Zeynep                    | Elif           | Asel            | Asya                                      | Defne          | Nehir         | Azra             | Zümra                                         | Eylül             | Ecrin           |
| Turquia (em geral, 2013)                               | Fatma                     | Ayşe           | Emine           | Hatice                                    | Zeynep         | Elif          | Meryem           | Şerife                                        | Zehra             | Sultan          |

### Europa

#### Nomes masculinos
| Região (ano)                                                            | No. 1                   | No. 2                    | No. 3                                       | No. 4                           | No. 5                                               | No. 6                   | No. 7                   | No. 8              | No. 9                        | No. 10                |
| ----------------------------------------------------------------------- | ----------------------- | ------------------------ | ------------------------------------------- | ------------------------------- | --------------------------------------------------- | ----------------------- | ----------------------- | ------------------ | ---------------------------- | --------------------- |
| Albânia (2019)                                                          | Noel                    | Aron                     | Joel                                        | Roan                            | Amar                                                | Mateo                   | Alteo                   | Roel               | Luis                         | Dion                  |
| Alemanha (2022)                                                         | Noah                    | Matteo                   | Elias                                       | Finn                            | Leon                                                | Theo                    | Paul                    | Emil               | Henry                        | Ben                   |
| Andorra (2018)                                                          | Iker, Leo, Martí        | Biel, Dylan, Jordi, Marc | NA                                          | NA                              | NA                                                  | NA                      | NA                      | NA                 | NA                           | NA                    |
| Áustria (2021)                                                          | Paul                    | Jakob                    | Maximilian                                  | Elias                           | David                                               | Felix                   | Leon                    | Tobias             | Jonas                        | Noah                  |
| Bélgica (2021)                                                          | Arthur                  | Noah                     | Louis                                       | Liam                            | Jules                                               | Adam                    | Lucas                   | Gabriel            | Victor                       | Oscar                 |
| Bielorússia(2021)                                                       | Maksim                  | Mark                     | Michail                                     | NA                              | NA                                                  | NA                      | NA                      | NA                 | NA                           | NA                    |
| Bósnia e Herzegovina, Federação da Bósnia e Herzegovina, (2021)         | Davud                   | Ahmed                    | Hamza                                       | Amar                            | Adin                                                | Džan                    | Daris                   | Eman               | Harun                        | Ali                   |
| Bulgária (2021)                                                         | Aleksandar (Александър) | Georgi (Георги)          | Martin (Мартин)                             | Kaloyan (Калоян)                | Boris (Борис)                                       | Dimitar (Димитър)       | Teodor (Теодор)         | Daniel (Даниел)    | Ivan (Иван), Nikola (Никола) | Viktor (Виктор)       |
| Catalunha, Espanha (2021)                                               | Marc                    | Nil                      | Pol                                         | Jan                             | Leo                                                 | Pau                     | Àlex                    | Marti              | Biel                         | Hugo                  |
| Chéquia (2019)                                                          | Jakub                   | Jan                      | Tomáš                                       | Matyáš                          | Adam                                                | Filip                   | Vojtěch                 | Lukáš              | Martin                       | Matěj                 |
| Chipre (2011, census)                                                   | Andreas (Ανδρέας)       | Georgios (Γεώργιος)      | Konstantinos (Κωνσταντίνος)                 | Christos (Χρήστος)              | Nikolaos (Νικόλαος)                                 | Michalis (Μιχάλης)      | Panagiotis (Παναγιώτης) | Ioannis (Ιωάννης)  | Marios (Μάριος)              | Dimitrios (Δημήτριος) |
| Croácia (2021)                                                          | Luka                    | David                    | Jakov                                       | Ivan                            | Roko                                                | Petar                   | Mateo, Niko             | Matej              | Fran                         | Josip                 |
| Dinamarca (nascimentos de 2022)                                         | William                 | Oscar                    | Carl                                        | Malthe                          | Emil                                                | Valdemar                | Noah                    | Aksel              | August                       | Theo                  |
| Escócia, Reino Unido (2022)                                             | Noah                    | Jack                     | Leo                                         | Harris                          | Luca                                                | Oliver                  | Rory                    | Archie             | Alfie, James, Theo           | Finlay, Lewis         |
| Eslováquia (2022)                                                       | Jakub                   | Samuel                   | Adam                                        | Michal                          | Oliver                                              | Filip                   | Tomáš                   | Martin             | Matej                        | Richard               |
| Eslovênia (2021)                                                        | Filip                   | Luka                     | Nik                                         | Mark                            | Jakob                                               | Liam                    | Lan                     | Oskar,Tim          | Lovro                        | Žan                   |
| Espanha (2021 excluindo País Basco e Catalunha)                         | Martín                  | Hugo                     | Mateo                                       | Leo                             | Lucas                                               | Manuel                  | Daniel                  | Alejandro          | Pablo                        | Álvaro                |
| Estônia (2022)                                                          | Oskar                   | Sebastian                | Mark                                        | Hugo                            | Robin                                               | Martin                  | David                   | Lukas              | Aron                         | Rasmus                |
| Finlândia (nascimentos entre falantes de finlandês em 2022)             | Leo                     | Väinö                    | Eino                                        | Oliver                          | Elias                                               | Onni                    | Emil                    | Eeli               | Toivo                        | Leevi                 |
| França (2022)                                                           | Léo                     | Gabriel                  | Raphaël                                     | Arthur                          | Louis                                               | Maël                    | Lucas                   | Adam               | Tiago                        | Hugo                  |
| Geórgia (2018)                                                          | Gabriel გაბრიელი        | Andria ანდრია            | Giorgi გიორგი                               | Davit დავითი                    | Aleksandre ალექსანდრე                               | Nikoloz ნიკოლოზი        | Demetre დემეტრე         | Luka ლუკა          | Daniel დანიელ                | Gabor მათე            |
| Gibraltar (2022)                                                        | Kai                     | Max                      | Daniel, Hugo, Jack, Lucas, Noah, Oliver     | NA                              | NA                                                  | NA                      | NA                      | NA                 | NA                           | NA                    |
| Grécia (2010)                                                           | Georgios (Γεώργιος)     | Ioannis (Ιωάννης)        | Konstantinos (Κωνσταντίνος)                 | Dimitrios (Δημήτριος)           | Nikolaos (Νικόλαος)                                 | Panagiotis (Παναγιώτης) | Vasileios (Βασίλειος)   | Christos (Χρήστος) | Athanasios (Αθανάσιος)       | Michail (Μιχαήλ)      |
| Guernsey (2021)                                                         | Luca, Theodore          | Archie, Leo, Theo        | Arthur, George, Max, Oscar, Thomas, William | NA                              | NA                                                  | NA                      | NA                      | NA                 | NA                           | NA                    |
| Hungria (2021)                                                          | Levente                 | Máté                     | Dominik                                     | Bence                           | Olivér                                              | Noel                    | Marcell                 | Dániel             | Zalán                        | Ádám                  |
| Ilha de Man (2022)                                                      | Noah                    | Theo/Theodore            | Jack, Leo                                   | Alfie, Archie, Benjamin, Edward | NA                                                  | NA                      | NA                      | NA                 | NA                           | NA                    |
| Ilhas Feroe, Dinamarca (2021)                                           | Jónas                   | Nóa                      | Andrias, Jógvan, Markus, Mattias            | Adrian, Gilli, Jákup, Tróndur   | NA                                                  | NA                      | NA                      | NA                 | NA                           | NA                    |
| Inglaterra, Reino Unido (2021)                                          | Noah                    | George                   | Oliver                                      | Muhammad                        | Arthur                                              | Leo                     | Harry                   | Oscar              | Henry                        | Theodore              |
| Irlanda (2022)                                                          | Jack                    | Noah                     | James                                       | Rían                            | Charlie                                             | Oisín                   | Tadhg                   | Liam               | Cillian                      | Daniel                |
| Irlanda do Norte, Reino Unido (2022)                                    | James                   | Jack                     | Noah                                        | Theo                            | Charlie                                             | Oliver                  | Oisin                   | Harry              | Cillian                      | Thomas                |
| Islândia (nascimentos de 2021)                                          | Aron                    | Jökull                   | Alexander                                   | Kári                            | Emil                                                | Jón                     | Óliver                  | Matthías, Mikael   | Atlas, Elmar                 | NA                    |
| Itália (2021)                                                           | Leonardo                | Alessandro               | Tommaso                                     | Francesco                       | Lorenzo                                             | Edoardo                 | Mattia                  | Riccardo           | Gabriele                     | Andrea                |
| Jersey (2022)                                                           | Arthur                  | Noah                     | Luca                                        | Leo                             | Lucas                                               | Oliver                  | Theodore                | Frederick          | Finn                         | Albert                |
| Letônia (2021)                                                          | Marks                   | Roberts                  | Gustavs                                     | Jēkabs                          | Emīls                                               | Kārlis                  | Adrians                 | Daniels            | Ralfs                        | NA                    |
| Liechtenstein (2021)                                                    | Elias/Elyas             | Louis/Luis               | Leo                                         | Noah, Paul                      | Leano, Luca, Mattia, Nelio Raphael/Rafael, Valentin | NA                      | NA                      | NA                 | NA                           | NA                    |
| Lituânia (2022)                                                         | Markas                  | Benas                    | Jokūbas                                     | Dominykas                       | Herkus                                              | Lukas                   | Jonas                   | Matas              | Kajus                        | Adomas                |
| Luxemburgo, Luxemburgo (2014, bebês nascidos)                           | Gabriel                 | Leo                      | Luca                                        | Noah                            | David                                               | Tom                     | Ben                     | NA                 | NA                           | NA                    |
| Macedônia do Norte (2012, população geral)                              | Aleksandar              | Zoran                    | Nikola                                      | Goran                           | Dragan                                              | Dejan                   | Petar                   | Igor               | Ilija                        | Stefan                |
| Macedônia do Norte (2021)                                               | Luka (Лука)             | Damjan (Дамјан)          | Mihail (Михаил)                             | Marko (Марко)                   | Jovan (Јован)                                       | David (Давид)           | Jakov (Jakob)           | Petar (Петар)      | Matej (Матеј)                | Stefan (Стефан)       |
| Malta (2022)                                                            | Luca                    | Liam                     | Noah                                        | Matteo                          | NA                                                  | NA                      | NA                      | NA                 | NA                           | NA                    |
| Moldávia (2021)                                                         | David                   | Matei                    | Maxim                                       | Daniel                          | Bogdan                                              | Alexandru               | Damian                  | Mark               | Artiom                       | Ion                   |
| Mônaco (2022)                                                           | Leonardo                | Gabriel                  | Raphaël                                     | Aaron                           | Louis                                               | NA                      | NA                      | NA                 | NA                           | NA                    |
| Montenegro (2011, população geral)                                      | Nikola (Никола)         | Marko (Марко)            | Dragan (Драган)                             | Miloš (Милош)                   | Zoran (Зоран)                                       | Milan (Милан)           | Aleksandar (Александар) | Ivan (Иван)        | Petar (Петар)                | Luka (Лука)           |
| Montenegro (2021)                                                       | Luka                    | Lazar                    | Vuk                                         | Bogdan                          | Vasilije                                            | Petar                   | Jakov                   | Viktor             | Andrej                       | Jovan                 |
| Moscou, Rússia (nascimentos de 2021, números oficiais do registo civil) | Alexander (Александр)   | Mikhail (Михаил)         | Maxim (Максим)                              | Lev (Лев)                       | Artyom (Артём)                                      | Mark (Марк)             | Ivan (Иван)             | Dmitry (Дмитрий)   | Matvey (Матвей)              | Daniil (Даниил)       |
| Noruega (2022)                                                          | Jakob, Noah             | Emil, Lucas              | Oliver                                      | Isak                            | William                                             | Filip                   | Aksel, Theodor          | NA                 | NA                           | NA                    |
| País Basco, Espanha (2021)                                              | Markel                  | Martín                   | Julen                                       | Jon                             | Luka                                                | Danel                   |                         |                    |                              |                       |
| País de Gales, Reino Unido (2021)                                       | Noah                    | Oliver                   | Arthur                                      | Theo                            | Leo                                                 | Charlie                 | Archie                  | George             | Jack                         | Oscar                 |
| Países Baixos (2022)                                                    | Noah                    | Liam                     | Luca                                        | Lucas                           | Mees                                                | Finn                    | James                   | Milan              | Levi                         | Sem                   |
| Polônia (2022)                                                          | Antoni                  | Jan                      | Aleksander                                  | Franciszek                      | Nikodem                                             | Jakub                   | Leon                    | Stanisław          | Mikołaj                      | Szymon                |
| Portugal (2022)                                                         | Francisco               | Afonso                   | João                                        | Tomás                           | Duarte                                              | Lourenço                | Santiago                | Martim             | Miguel                       | Gabriel               |
| Romênia (2020)                                                          | David                   | Matei                    | Bogdan                                      | Maxim                           | Alexandru                                           | Damian                  | Daniel                  | Artiom             | Ion                          | Gabriel               |
| Região de Kama, Rússia (nascimentos de 2022)                            | Artem                   | Mikhail                  | Aleksandr                                   | Matvey                          | Timofey                                             | Lev                     | Dmitry                  | Mark               | Roman                        | Ivan                  |
| Rússia (2012, números oficiais do registo civil (ЗАГС))                 | Alexander (Александр)   | Sergei (Сергей)          | Dmitry (Дмитрий)                            | Andrei (Андрей)                 | Alexey (Алексей)                                    | Maxim (Максим)          | Evgeny (Евгений)        | Ivan (Иван)        | Mikhail (Михаил)             | Artyom (Артём)        |
| San Marino (2021)                                                       | Tommaso                 | Edoardo, Leonardo        | NA                                          | NA                              | NA                                                  | NA                      | NA                      | NA                 | NA                           | NA                    |
| Sérvia (2011, população geral)                                          | Dragan (Драган)         | Milan (Милан)            | Aleksandar (Александар)                     | Zoran (Зоран)                   | Nikola (Никола)                                     | Miloš (Милош)           | Marko (Марко)           | Goran (Горан)      | Dušan (Душан)                | Dejan (Дејан)         |
| Sérvia (2021)                                                           | Relja                   | Mateo                    | Noa                                         | Emil                            | Leon                                                | Teo                     | Matija                  | Filip              | Nikola                       | Danijel               |
| Suécia (2022)                                                           | William                 | Liam                     | Noah                                        | Hugo                            | Oliver                                              | Lucas                   | Nils                    | Matteo             | Valter                       | August                |
| Suíça (2021, todos os nascimentos)                                      | Noah                    | Liam                     | Matteo                                      | Luca                            | Gabriel                                             | Leon                    | Elias                   | Louis              | Lio                          | Nino                  |
| Ucrânia (2022)                                                          | Artem                   | Dmytro                   | Ivan                                        | Maksym                          | Mykhaylo                                            | Danylo                  | Vladyslav               | Oleksandr          | Andriy                       | NA                    |
| Viena, Áustria (2022) (todas as grafias de um nome combinadas)          | Mateo                   | Luka                     | Theodor                                     | Elias                           | Noah                                                | Felix, Mohammad         | Alexander               | Adam               | David                        | NA                    |

#### Nomes femininos
| Região (ano)                                                             | No. 1                        | No. 2                                             | No. 3                                     | No. 4                                | No. 5                  | No. 6                | No. 7                             | No. 8                  | No. 9                                  | No.10                            |  |
| ------------------------------------------------------------------------ | ---------------------------- | ------------------------------------------------- | ----------------------------------------- | ------------------------------------ | ---------------------- | -------------------- | --------------------------------- | ---------------------- | -------------------------------------- | -------------------------------- |  |
| Albânia (2019)                                                           | Amelia                       | Ajla                                              | Aria                                      | Amelja                               | Leandra                | Ambra                | Klea                              | Melisa                 | Amaris                                 | Reina                            |  |
| Alemanha (2022)                                                          | Emilia                       | Mia                                               | Sophia                                    | Emma                                 | Hannah                 | Lina                 | Mila                              | Ella                   | Leni                                   | Clara                            |  |
| Andorra (2018)                                                           | Martina                      | Emma, Jana, Lucia                                 | NA                                        | NA                                   | NA                     | NA                   | NA                                | NA                     | NA                                     | NA                               |  |
| Áustria (2021)                                                           | Marie                        | Emilia                                            | Anna                                      | Emma                                 | Lena                   | Mia                  | Laura                             | Valentina              | Hannah                                 | Lea                              |  |
| Bélgica (2021)                                                           | Olivia                       | Emma                                              | Louise                                    | Mila                                 | Alice                  | Camille              | Lina                              | Sofia                  | Ella                                   | Juliette                         |  |
| Bielorússia(2021)                                                        | Alisa                        | Hanna                                             | Maryja                                    | Safija                               | NA                     | NA                   | NA                                | NA                     | NA                                     | NA                               |  |
| Bósnia e Herzegovina, Federação da Bósnia e Herzegovina, (2021)          | Sara                         | Merjem                                            | Asja                                      | Esma                                 | Amina                  | Ema                  | Hana                              | Lejla                  | Lamija                                 | Dalila                           |  |
| Bulgária (2021)                                                          | Viktoria (Виктория)          | Maria (Мария)                                     | Nikol (Никол)                             | Raya (Рая)                           | Sofia (София)          | Yoana (Йоана)        | Daria (Дария)                     | Gabriela (Габриела)    | Aleksandra (Александра)                | Simona (Симона)                  |  |
| Catalunha, Espanha (2021)                                                | Júlia                        | Martina                                           | Mia                                       | Emma                                 | Lucía                  | Sofía                | Ona                               | María                  | Laia                                   | Paula                            |  |
| Chéquia (2019)                                                           | Eliška                       | Anna                                              | Adéla                                     | Tereza                               | Sofie                  | Viktorie             | Ema, Karolína                     | Natálie                | Amálie                                 | Julie                            |  |
| Chipre (2011, censo)                                                     | Maria (Μαρία)                | Eleni (Ελένη)                                     | Androula (Ανδρούλα)                       | Georgia (Γεωργία)                    | Panagiota (Παναγιώτα)  | Anna (Άννα)          | Christina (Χριστίνα)              | Katerina (Κατερίνα)    | Ioanna (Ιωάννα)                        | Kyriaki (Κυριακή)                |  |
| Croácia (2021)                                                           | Mia                          | Lucija                                            | Nika                                      | Rita                                 | Ema                    | Mila                 | Marta                             | Sara                   | Ana                                    | Dora                             |  |
| Dinamarca (nascimentos de 2022)                                          | Ella                         | Alma                                              | Nora                                      | Ida                                  | Freja, Sofia           | Luna, Olivia         | Agnes                             | Asta, Clara            | Emma, Frida                            | Alberte                          |  |
| Escócia, Reino Unido (2022)                                              | Olivia                       | Isla                                              | Freya                                     | Millie                               | Emily                  | Amelia               | Grace, Sophie                     | Ava, Ella              | Lily                                   | Charlotte                        |  |
| Eslováquia (2022)                                                        | Sofia                        | Eliška                                            | Nina                                      | Ema                                  | Viktória               | Natália              | Nela                              | Sára                   | Mia                                    | Olivia                           |  |
| Eslovênia (2021)                                                         | Ema                          | Zala                                              | Mia                                       | Julija                               | Hana                   | Sofija               | Ajda, Vita                        | Lana                   | Neža, Nika                             | Mila, Sara                       |  |
| Espanha (2021, excluindo País Basco eCatalunha)                          | Lucía                        | Martina                                           | Sofía                                     | María                                | Valeria                | Julia                | Paula                             | Emma                   | Daniela                                | Carla                            |  |
| Estônia (2022)                                                           | Sofia                        | Mia                                               | Eva                                       | Lenna                                | Marta                  | Amelia               | Elli                              | Maria                  | Sandra                                 | Alisa                            |  |
| Finlândia (nascimentos de 2022, entre falantes de finlandês)             | Olivia                       | Aino                                              | Aada                                      | Lilja                                | Eevi                   | Isla                 | Helmi                             | Venla                  | Sofia                                  | Ellen                            |  |
| França (2022)                                                            | Jade                         | Emma                                              | Louise                                    | Mia                                  | Alice                  | Lina                 | Ambre                             | Rose                   | Chloé                                  | Anna                             |  |
| Geórgia (2018)                                                           | Mariami მარიამი              | Nino ნინო                                         | Elene ელენე                               | Barbare ბარბარე                      | Lile ლილე              | Anastasia ანასტასია  | Nia ნია                           | Nutsa ნუცა             | Sesili სესილი                          | Ana ანა                          |  |
| Gibraltar (2022)                                                         | Sophia                       | Ava, Chloe, Isabella, Maya                        | Olivia                                    | Anna, Hannah                         | NA                     | NA                   | NA                                | NA                     | NA                                     | NA                               |  |
| Grécia (2010)                                                            | Maria (Μαρία)                | Eleni (Ελένη)                                     | Aikaterini (Katerina)(Αικατερίνη)         | Vasiliki, Basiliki (Vaso) (Βασιλική) | Sophia (Σοφία)         | Angeliki (Αγγελική)  | Georgia (Giorgia, Gogo) (Γεωργία) | Dimitra (Δήμητρα)      | Konstantina (Kostantina) (Κωνσταντίνα) | Paraskevi, Paraskeui (Παρασκευή) |  |
| Guernsey (2021)                                                          | Olivia                       | Charlotte, Evie, Florence, Imogen, Isla, Penelope | NA                                        | NA                                   | NA                     | NA                   | NA                                | NA                     | NA                                     | NA                               |  |
| Hungria (2021)                                                           | Hanna                        | Zoé                                               | Anna                                      | Léna                                 | Luca                   | Emma                 | Boglárka                          | Lili                   | Lilien                                 | Lara                             |  |
| Ilha de Man (2022)                                                       | Lily/Lillie/Lilly            | Ella, Emilia/Emelia/Emiliya, Olivia               | Isla, Isabella                            | NA                                   | NA                     | NA                   | NA                                | NA                     | NA                                     | NA                               |  |
| Ilhas Feroe, Dinamarca (2021)                                            | Lea, Lív                     | Emma, Julia, Ria, Sólja                           | Hjørdis, Isabella, Nora, Ronja, Sofía,Vár | NA                                   | NA                     | NA                   | NA                                | NA                     | NA                                     | NA                               |  |
| Inglaterra, Reino Unido (2021)                                           | Olivia                       | Amelia                                            | Isla                                      | Ava                                  | Ivy                    | Florence             | Lily                              | Freya                  | Mia                                    | Willow                           |  |
| Irlanda (2022)                                                           | Emily                        | Grace                                             | Fiadh                                     | Sophie                               | Lily                   | Éabha                | Ava                               | Mia                    | Ellie                                  | Olivia                           |  |
| Irlanda do Norte, Reino Unido (2022)                                     | Grace                        | Emily                                             | Fiadh                                     | Olivia                               | Isla                   | Aoife                | Lily                              | Annie                  | Evie, Freya                            | Amelia                           |  |
| Islândia (nascimentos de 2021)                                           | Embla                        | Emilía, Sara                                      | Sóley                                     | Aþena, Matthildur                    | Katla                  | Guðrún               | Eva, Saga, Viktoría               | NA                     | NA                                     | NA                               |  |
| Itália (2021)                                                            | Sofia                        | Aurora                                            | Giulia                                    | Ginevra                              | Beatrice               | Alice                | Vittoria                          | Emma                   | Ludovica                               | Matilde                          |  |
| Jersey (2022)                                                            | Willow                       | Mia                                               | Aria                                      | Sienna                               | Lily                   | Daisy                | Olivia                            | Emily                  | Florence                               | Valentina                        |  |
| Letônia (2021)                                                           | Sofija                       | Alise                                             | Marta                                     | Amēlija                              | Paula                  | Anna                 | Emma                              | Dārta                  | Elza                                   | NA                               |  |
| Liechtenstein (2021)                                                     | Emilia, Frida/Frieda, Mia    | Emma, Melina, Sofia/Sophia                        | NA                                        | NA                                   | NA                     | NA                   | NA                                | NA                     | NA                                     | NA                               |  |
| Lituânia (2022)                                                          | Sofija                       | Emilija                                           | Luknė                                     | Amelija                              | Kamilė                 | Lėja                 | Gabija                            | Patricija              | Elija                                  | Liepa                            |  |
| Luxemburgo, Luxemburgo (2014, bebês nascidos)                            | Emma                         | Lara                                              | Zoé                                       | Amy                                  | Sarah                  | Charlotte            | Emily                             | NA                     | NA                                     | NA                               |  |
| Macedônia do Norte (2012, população geral)                               | Marija                       | Elena                                             | Biljana                                   | Vesna                                | Snezana                | Violeta              | Aleksandra                        | Suzana                 | Katerina                               | Ivana                            |  |
| Macedônia do Norte (2021)                                                | Jana (Јана), Sofija (Софија) | Ana (Ана)                                         | Mila (Мила)                               | Hana (Хана)                          | Bisera (Бисера)        | Sara (Сара)          | Jovana (Јована)                   | Eva (Ева)              | Darija (Дарија)                        | NA                               |  |
| Malta (2022)                                                             | Mia                          | Emma                                              | Nina                                      | Giulia                               | NA                     | NA                   | NA                                | NA                     | NA                                     | NA                               |  |
| Moldávia (2021)                                                          | Sofia                        | Amelia                                            | Victoria                                  | Daria                                | Anastasia              | Maria                | Eva                               | Alexandra              | Evelina                                | Emma                             |  |
| Mônaco (2022)                                                            | Emma                         | Victoria                                          | Alice                                     | Chloé                                | Stella                 | NA                   | NA                                | NA                     | NA                                     | NA                               |  |
| Montenegro (2011, população geral)                                       | Jelena (Јелена)              | Milica (Милица)                                   | Marija (Марија)                           | Ivana (Ивана)                        | Milena (Милена)        | Ana (Ана)            | Dragana (Драгана)                 | Radmila (Радмила)      | Vesna (Весна)                          | Ljiljana (Љиљана)                |  |
| Montenegro (2021)                                                        | Sofija                       | Dunja                                             | Bogdana                                   | Teodora                              | Sara                   | Maša                 | Mila                              | Ksenija                | Tara                                   | Anastasija                       |  |
| Moscou, Rússia (nascimentos de 2021, números oficiais do registro civil) | Sofiya (София)               | Mariya (Мария)                                    | Anna (Анна)                               | Alisa (Алиса)                        | Eva (Ева)              | Viktoriya (Виктория) | Polina (Полина)                   | Alexandra (Александра) | Elizaveta (Елизавета)                  | Varvara (Варвара)                |  |
| Noruega (2022)                                                           | Nora                         | Emma                                              | Olivia                                    | Ella                                 | Sofie                  | Leah                 | Frida                             | Iben, Sofia            | Sara                                   | NA                               |  |
| País Basco, Espanha (2021)                                               | Ane                          | Laia                                              | June                                      | Nahia                                | Maddi                  | Malen                | Nora                              | Irati                  | Izaro                                  | Sara                             |  |
| País de Gales, Reino Unido (2021)                                        | Olivia                       | Amelia                                            | Isla                                      | Freya                                | Ivy, Rosie             | Ava                  | Grace                             | Lily                   | Evie                                   | Mia                              |  |
| Países Baixos (2022)                                                     | Emma                         | Julia                                             | Mila                                      | Sophie                               | Olivia                 | Yara                 | Saar                              | Nora                   | Tess                                   | Noor                             |  |
| Polônia (2022)                                                           | Zofia                        | Zuzanna                                           | Hanna                                     | Maja                                 | Laura                  | Julia                | Oliwia                            | Alicja                 | Lena                                   | Pola                             |  |
| Portugal (2022)                                                          | Maria                        | Alice                                             | Leonor                                    | Matilde                              | Benedita               | Carolina             | Beatriz                           | Margarida              | Francisca                              | Camila                           |  |
| Romênia (2020)                                                           | Sofia                        | Amelia                                            | Anastasia                                 | Maria                                | Victoria               | Daria                | Eva                               | Alexandra              | Evelina                                | Andreea                          |  |
| Região de Kama, Rússia (nascimentos de 2022)                             | Yeva                         | Sofiya                                            | Anna                                      | Viktoriya                            | Mariya                 | Alisa                | Varvara                           | Polina                 | Vasilisa                               | Anastasiya                       |  |
| Rússia (2012, números oficiais do registro civil (ЗАГС))                 | Anastasia (Анастасия)        | Yelena (Елена)                                    | Olga (Ольга)                              | Natalia (Наталья)                    | Yekaterina (Екатерина) | Anna (Анна)          | Tatiana (Татьяна)                 | Maria (Мария)          | Irina (Ирина)                          | Yulia (Юлия)                     |  |
| San Marino (2021)                                                        | Aurora, Sofia                | NA                                                | NA                                        | NA                                   | NA                     | NA                   | NA                                | NA                     | NA                                     | NA                               |  |
| Sérvia (2011, população geral)                                           | Milica (Милица)              | Jelena (Јелена)                                   | Marija (Марија)                           | Mirjana (Мирјана)                    | Dragana (Драгана)      | Snežana (Снежана)    | Ljiljana (Љиљана)                 | Ivana (Ивана)          | Ana (Ана)                              | Gordana (Гордана)                |  |
| Sérvia (2021)                                                            | Mia                          | Ema                                               | Mila                                      | Lara                                 | Lina                   | Sofia                | Hana                              | Ana                    | Lea                                    | Natalija                         |  |
| Suécia (2022)                                                            | Astrid                       | Maja                                              | Alma                                      | Vera                                 | Freja                  | Leah                 | Ella                              | Alice                  | Selma                                  | Lilly                            |  |
| Suíça (2021, todos os nascimentos)                                       | Mia                          | Emma                                              | Elena                                     | Lina                                 | Mila                   | Emilia               | Sofia                             | Olivia                 | Nora                                   | Alina                            |  |
| Ucrânia (2022)                                                           | Anna                         | Anastasiya                                        | Veronika                                  | Sofiya                               | Oleksandra             | Mariya               | Viktoriya                         | Milana                 | Yeva                                   | Solomiya                         |  |
| Viena, Áustria (2022) (todas as grafias de um nome combinadas)           | Sophia                       | Emilia                                            | Sara                                      | Hannah                               | Mia                    | Emma                 | Anna                              | Sophie                 | Laura                                  | Elena                            |  |

### Oceania

#### Nomes masculinos
| Região (ano)                        | nº 1                                                                                  | nº 2                                                                                  | n ° 3                                                                                 | nº 4                                                                                  | Número 5                                                                              | Número 6                                                                              | nº 7                                                                                  | nº 8                                                                                  | nº 9                                                                                  | nº 10                                                                                 |
| ----------------------------------- | ------------------------------------------------------------------------------------- | ------------------------------------------------------------------------------------- | ------------------------------------------------------------------------------------- | ------------------------------------------------------------------------------------- | ------------------------------------------------------------------------------------- | ------------------------------------------------------------------------------------- | ------------------------------------------------------------------------------------- | ------------------------------------------------------------------------------------- | ------------------------------------------------------------------------------------- | ------------------------------------------------------------------------------------- |
| Austrália (2021)                    | Oliver                                                                                | Noah                                                                                  | Jack                                                                                  | Henry                                                                                 | William                                                                               | Leo                                                                                   | Charlie                                                                               | Theodore                                                                              | Lucas                                                                                 | Thomas                                                                                |
| Nova Zelândia (2022)                | Oliver                                                                                | Noah                                                                                  | Leo                                                                                   | Jack                                                                                  | Luca                                                                                  | Theodore                                                                              | George                                                                                | Charlie                                                                               | Hudson                                                                                | William                                                                               |
| Nova Zelândia (nomes Māori, 2021)   | Nikau                                                                                 | Ari                                                                                   | Niko                                                                                  | Koa                                                                                   | Mateo                                                                                 | Keanu                                                                                 | Mikaere                                                                               | Manaia                                                                                | Cairo                                                                                 | Kiwa                                                                                  |
| Tahiti (nomes comuns, não oficiais) | Hiro, Teiki, Moana, Manua, Marama, Teiva, Teva, Maui, Tehei, Tamatoa, Ioane, Tapuarii | Hiro, Teiki, Moana, Manua, Marama, Teiva, Teva, Maui, Tehei, Tamatoa, Ioane, Tapuarii | Hiro, Teiki, Moana, Manua, Marama, Teiva, Teva, Maui, Tehei, Tamatoa, Ioane, Tapuarii | Hiro, Teiki, Moana, Manua, Marama, Teiva, Teva, Maui, Tehei, Tamatoa, Ioane, Tapuarii | Hiro, Teiki, Moana, Manua, Marama, Teiva, Teva, Maui, Tehei, Tamatoa, Ioane, Tapuarii | Hiro, Teiki, Moana, Manua, Marama, Teiva, Teva, Maui, Tehei, Tamatoa, Ioane, Tapuarii | Hiro, Teiki, Moana, Manua, Marama, Teiva, Teva, Maui, Tehei, Tamatoa, Ioane, Tapuarii | Hiro, Teiki, Moana, Manua, Marama, Teiva, Teva, Maui, Tehei, Tamatoa, Ioane, Tapuarii | Hiro, Teiki, Moana, Manua, Marama, Teiva, Teva, Maui, Tehei, Tamatoa, Ioane, Tapuarii | Hiro, Teiki, Moana, Manua, Marama, Teiva, Teva, Maui, Tehei, Tamatoa, Ioane, Tapuarii |

#### Nomes femininos
| Região (ano)                        | nº 1                                                                                                   | nº 2                                                                                                   | n ° 3                                                                                                  | nº 4                                                                                                   | Número 5                                                                                               | Número 6                                                                                               | nº 7                                                                                                   | nº 8                                                                                                   | nº 9                                                                                                   | nº 10                                                                                                  |
| ----------------------------------- | --- | --- | --- | --- | --- | --- | --- | --- | --- | --- |
| Austrália (2021)                    | Isla                                                                                                   | Charlotte                                                                                              | Olivia                                                                                                 | Amelia                                                                                                 | Ava | Mia | Grace                                                                                                  | Willow                                                                                                 | Matilda                                                                                                | Ella                                                                                                   |
| Nova Zelândia (2022)                | Isla                                                                                                   | Amelia                                                                                                 | Charlotte                                                                                              | Mila                                                                                                   | Lily                                                                                                   | Ava | Willow                                                                                                 | Olivia                                                                                                 | Harper                                                                                                 | Sophie                                                                                                 |
| Nova Zelândia (nomes Māori, 2021)   | Mia | Aria                                                                                                   | Maia                                                                                                   | Aurora                                                                                                 | Amaia                                                                                                  | Kiara                                                                                                  | Kaia                                                                                                   | Amara                                                                                                  | Kora                                                                                                   | Maria                                                                                                  |
| Tahiti (nomes comuns, não oficiais) | Tiare, Hinano, Poema, Maeva, Hina, Vaea, Titaua, Moea, Moeata, Tarita, Titaina, Teura, Heikapu, Mareva | Tiare, Hinano, Poema, Maeva, Hina, Vaea, Titaua, Moea, Moeata, Tarita, Titaina, Teura, Heikapu, Mareva | Tiare, Hinano, Poema, Maeva, Hina, Vaea, Titaua, Moea, Moeata, Tarita, Titaina, Teura, Heikapu, Mareva | Tiare, Hinano, Poema, Maeva, Hina, Vaea, Titaua, Moea, Moeata, Tarita, Titaina, Teura, Heikapu, Mareva | Tiare, Hinano, Poema, Maeva, Hina, Vaea, Titaua, Moea, Moeata, Tarita, Titaina, Teura, Heikapu, Mareva | Tiare, Hinano, Poema, Maeva, Hina, Vaea, Titaua, Moea, Moeata, Tarita, Titaina, Teura, Heikapu, Mareva | Tiare, Hinano, Poema, Maeva, Hina, Vaea, Titaua, Moea, Moeata, Tarita, Titaina, Teura, Heikapu, Mareva | Tiare, Hinano, Poema, Maeva, Hina, Vaea, Titaua, Moea, Moeata, Tarita, Titaina, Teura, Heikapu, Mareva | Tiare, Hinano, Poema, Maeva, Hina, Vaea, Titaua, Moea, Moeata, Tarita, Titaina, Teura, Heikapu, Mareva | Tiare, Hinano, Poema, Maeva, Hina, Vaea, Titaua, Moea, Moeata, Tarita, Titaina, Teura, Heikapu, Mareva |

### Estatísticas do governo
Austrália
- Lista de Queensland
- Lista do Território da Capital Australiana
- Lista do Território do Norte
- Lista da Austrália do Sul em Nascimentos, Mortes e Casamentos.
- lista vitoriana
- Austrália Ocidental

Canadá
- Alberta
- Columbia Britânica
- Ontário: nomes femininos, nomes masculinos

Estados Unidos
- Link para a Administração da Previdência Social, que possui estatísticas sobre nomes de bebês nos EUA

França
- Fichier des prénoms

Irlanda
- nomes masculinos, nomes femininos

Reino Unido
- Escócia
- Inglaterra e Baleias